# دين مدني

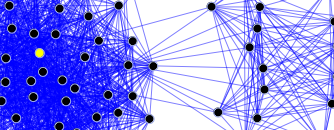

الدين المدني هو القيم الدينية الضمنية للأمة، بالطريقة التي يُعبر عنها من خلال الطقوس العامة، والرموز (مثل العلم الوطني)، والاحتفالات في الأيام المقدسة وفي الأماكن المقدسة (مثل الصروح التذكارية، أو ساحات المعارك، أو المدافن الوطنية). يختلف عن الكنائس، مع أنه وفي بعض الأحيان يكون المسؤولون عن الكنيسة والاحتفالات (المراسم) مشمولين داخل نطاق ممارسة الدين المدني. من الدول التي وُصفت بأنها تمتلك دينًا مدنيًا: فرنسا وكوريا الجنوبية والاتحاد السوفييتي السابق والولايات المتحدة. جاء المفهوم من الفكر السياسي الفرنسي، وأصبح موضوعًا أساسيًا لعلماء اجتماع الولايات المتحدة منذ استخدامه من قِبل روبرت بيلا عام 1960م.

## أصل المصطلح
صاغ جان جاك روسو المصطلح في الفصل الثامن، في الكتاب الرابع من "العقد الاجتماعي" (1762)، لوصف ما اعتبره الركيزة الأساسية الروحية والأخلاقية لأي مجتمع حديث. بالنسبة لروسو، يُقصد بالدين المدني ببساطة كشكل من الإسمنت (اللِبنة) الاجتماعي، الذي يُساعد على توحيد الدولة عبر تزويدها بسلطة مقدسة. في كتابه، يحدد روسو العقائد البسيطة للدين المدني:
1. الإله.
2. الحياة الآخرة.
3. مكافأة الفضيلة وعقاب الرذيلة.
4. إقصاء التعصب الديني.[7]

درس المؤرخ الإيطالي إميليو غينتايل جذور المفهوم وتطوره، واقترح تقسيم أديان السياسة إلى نوعين: ديانة مدنية وديانة سياسية.

## علم اجتماع الدين
في علم اجتماع الدين، يُعد الدين المدني الدين الشعبي لأمة أو ثقافة سياسية.[بحاجة لمصدر]
يتجاوز الدين المدني بعض الشيء الدين الشعبي بحالته السياسية والاجتماعية، ولما كان عبر التعريف يغمر (يغطي) مجتمعًا بأكمله، أو على الأقل شريحة من المجتمع؛ ويُمارَس غالبًا من قِبل قادة ذلك المجتمع. من ناحية أخرى، يُعد أدنى من دين الدولة بقليل (الديانة الرسمية للدولة)، ما دامت كنائس الدولة تملك رجال دين رسميين (حكوميين) وعلاقة رسمية وثابتة مع الحكومة التي تشرعهم. يُمارس الدين المدني عادةً من قِبل قادة سياسيين علمانيين، ولا تُعتبر قيادتهم روحية (دينية) على وجه التحديد.

### أمثلة
يضم الدين المدني أمورًا مثل:
- الاحتكام إلى  الله في الخطابات السياسية والنصب التذكارية العامة.
- اقتباس القادة السياسيين للنصوص الدينية في المناسبات العامة.
- تبجيل القادة السياسيين السابقين.
- استخدام حيوات أولئك القادة لتعليم القيم الأخلاقية.
- تبجيل المحاربين القدامى وضحايا حروب الأمة.
- ملتقيات دينية بدعوة من القادة السياسيين.
- استخدام الرموز الدينية في المباني العامة.
- استخدام المباني العامة للعبادة.
- أساطير (خرافات) التأسيس وخرافات قومية أخرى وممارسات دينية أو شبه دينية مماثلة.

## الفلسفة السياسية العملية
أحيانًا، يستخدم المُعلقون المختصون في الأمور السياسية والاجتماعية -الذين يكتبون في الدوريات والمجلات- مصطلح  الدين المدني للإشارة إلى الطقوس المُعبرة عن الوطنية التي تُمارس في كل البلدان تقريبًا، لا يشمل ذلك دائمًا الدين بالمعنى التقليدي للكلمة.
من بين تلك الممارسات:
- غناء الحشود للنشيد الوطني في تجمعات عامة معينة.
- مسيرات أو استعراضات للعلم الوطني في أعطال وطنية معينة.
- تلاوة قَسَم الولاء (مثلما هو الحال في عهود الولاء الموجودة في دول مثل الباهاماس والفلبين وكوريا الجنوبية).
- مراسم مُصاحبة لتولي رئيس أو تتويج ملك.
- إعادة سرد حَكايا أسطورية مُبسطة منحازة (أحادية الجانب) ومبالغ بها  للمؤسسين الوطنيين وقادة عظماء آخرين أو أحداث عظيمة (مثال: حروب، هجرات جماعية) من الماضي.
- نصب تذكارية تحتفي بقادة عظماء من الماضي أو أحداث تاريخية.
- نصب تذكارية لجنود موتى أو مراسم سنوية لتذكرهم.
- التعبير عن تبجيل الدولة، أو المجموعة العرقية/الإثنية السائدة (المهيمنة)، أو الدستور الوطني أو الملك.
- التعبير عن التضامن مع الشعب الذي يُعتبر شقيقًا قوميًا، لكنه يقيم في بلد أجنبي أو بلد أجنبي يُشابه الأمة إلى حد كبير حتى يستحق التقدير و/أو الولاء.
- الإعراب عن الكراهية تجاه دولة أخرى أو جماعة عرقية أجنبية، وتُعتبر إما عدوة حالية للدولة و/أو أخطأت في حق الأمة في الماضي أو أهانتها.[1]
- عرض علني لنعش قائد سياسي توفي مؤخرًا.

## العلاقة بين المفهومَين
يتداخل هذان المفهومان (اجتماعي وسياسي) للدين المدني بشدة. في بريطانيا، حيث تتحد الكنيسة والدولة بموجب الدستور، يُعتبر تتويج الملك طقسًا دينيًا مطوّلًا يحتفي به رئيس أساقفة كانتربيري. في فرنسا، المراسم العلمانية منفصلة عن الشعائر الدينية بدرجة أكبر من معظم البلدان. في الولايات المتحدة، يُخيّر الرئيس، الذي سيتولى الحكم، من قِبل الدستور بين القول «أُقسم رسميًا ...» (يتبعها عادةً «فليساعدني الرب»، على الرغم من أن هذه الكلمات ليست مطلوبة دستوريًا)  والقول «أُقر رسميًا...» (وفي هذه الحالة لا يُتوقع ذكر الله).

## التاريخ

### قبل التاريخ والعصور القديمة الكلاسيكية
دُمجت جميع المملكات القديمة ومملكات ما قبل التاريخ السياسة مع الدين بطريقة مناسبة. كثيرًا ما اعتُبر القادة، مثل فرعون مصر القديمة أو إمبراطور الصين، تجليات للألوهية. غالبًا، كان مفهوم العالم عند القبيلة واحديًا، تُعتبر فيه القبيلة امتدادًا للطبيعة التي تعيش فيها ويُمثل زعماء القبيلة رموزًا وأدوارًا مستوحاة من التراتبية الحيوانية ومن مظاهر الطبيعة الهامة (مثل العاصفة).
كانت ديانة البوليس (الدولة) الأثينية دنيوية متعددة الآلهة تتمحور حول الآلهة الأولمبية، وكان يُحتفل بها في المهرجانات المدنية. كان الدين مسألة دولة وتداولت الإكيلازيا الأثينية بمسائل الدين. كان الإلحاد وإدخال آلهة غريبة (أجنبية) أمرًا مُحرّمًا في أثينا وكان جزاؤه الموت. على سبيل المثال، اتهمت الاكيلازيا الأثينية سقراط بأنه يعبد آلهة غير تلك التي تسمح بها البوليس (الدولة) وحكمت عليه بالموت.
امتلكت روما دينًا مدنيَل أيضًا، حاول إمبراطورها الأول أغسطس إحياء الممارسة المتفانية للوثنية التقليدية بشكل رسمي. كانت الديانة الإغريقية والرومانية ذات طابع محلي في جوهرها؛ إذ حاولت الإمبراطورية الرومانية توحيد أراضيها المترامية عبر غرس المُثل العليا لعبادة الديانة الرومانية، وعبر جعل مَجمع الآلهة الوثنية الرومانية والإغريقية مثالًا يتوافق مع آلهة البلاد المغلوبة. في هذه الحملة، شيّد أغسطس نُصُبًا مثل آرا باسيس، مذبح السلام، مُظهرًا عبادة الإمبراطور وعائلته للآلهة. حثّ أيضًا على نشر أعمال مثل الإنيادة لفرجيل، التي صورت «ورع إينياس» - السلف الأسطوري لروما- مثالًا يُحتذى به عن التدين الروماني. قصّ المؤرخون الرومانيون، مثل ليفي، حَكايا عن الرومان الأوائل تمثل قصص إصلاح أخلاقية عن إقدام الجيش والفضيلة المدنية. لاحقًا، أصبح الدين المدني الروماني يتمحور حول شخص الإمبراطور، وهو ما يُعرف بعبادة الأباطرة (العبادة الإمبراطورية)، عبادة جينوس الإمبراطور.

### روسو ودوركايم
ناقش جان جاك روسو  عبارة الدين المدني أول مرة باستفاضة في بحثه عام 1762 العقد الاجتماعي. عرّف روسو الدين المدني بأنه مجموعة من المعتقدات الدينية التي يرى أنها عالمية (شمولية)، وأنه للحكومات الحق بتعزيز وصون: الإيمان بالإله، والإيمان بالحياة الآخرة التي من خلالها تُكافأ الفضيلة وتُعاقَب الخطيئة، والإيمان بالتسامح الديني. قال إنه يجب على عقائد الدين المدني أن تكون بسيطة، وقليلة بعددها، ومنصوصة بكلمات دقيقة دون تفسيرات أو شروحات. وأكثر من ذلك، أكد روسو أن آراء الفرد الدينية يجب أن تكون بعيدة عن متناول الحكومة. بالنسبة لروسو يُبنى الدين المدني ويُفرض من الأعلى إلى الأسفل بصفته مصدرًا اعتباريَا للفضيلة المدنية.
يرى روسو أنه إذا نظرنا فلسفيًا إلى الدين من حيث المجتمع، أمكننا تقسيم الدين إلى نوعين؛ دين الإنسان ودين المواطن، ويرى في هذه الأنواع من الدين مجالاً للصراع السياسي لا مفر منه، باعتبارها منخورة بالتناقض. لهذا وجب أن يكون الدين مدنيًا لا يخضع إلا لحرية الفرد العقدية، بحيث يقوم بدور الآلهة المثبتة لاحترام المواطن لقوانين الدولة أو التعاقد الاجتماعي الذي هو جزء لا يتجزأ منه. يقول:
”إن الحق الذي يجعله الميثاق الاجتماعي للسيد على الرعايا لا يجاوز النفع العام مطلقا؛ ولذلك لا يلزم الرعايا بتقديم حساب إلى السيد عن آرائهم إلا بالمقدور الذي تهم به المجتمع، والواقع أن ما يهم الدولة أن يكون لكل مواطن دين يحبب إليه واجباته، غير أن عقائد هذا الدين لا تهم الدولة ولا أعضاءها إلا بالمقدار الذي تناط معه هذه العقائد بالأخلاق والواجبات التي يلزم من يعلمها باتباعها نحو الآخرين، ثم إنه يمكن كل واحد من أن يكون له من الآراء ما يروقه من غير أن يكون من شأن السيد أن يعلمها، وذلك بما أنه ليس للسيد سلطان في العالم اللآخر مهما كان نصيب رعاياه في الحياة الآتية فإن هذا لا يكون من شؤونه، وذلك على أن يكون هؤلاء الرعايا صالحين في هذه الحياة الدنيا".
أما عند إميل دوركايم (1858 – 1917م)، عالم الاجتماع الفرنسي الذي حلل الدين المدني، من منظور مقارن بشكل خاص، وشدد على أن المدارس الحكومية أساسية في عملية تطبيق الدين المدني. على الرغم من أنه لم يستخدم المصطلح أبدًا، أولى تركيزًا كبيرًا على المفهوم.